# Zribi
Cette page présente le nom de famille Zribi ainsi que ses variantes.
Zribi est un patronyme et toponyme d'origine tunisienne.
L'étymologie du nom peut désigner une personne originaire de l'île de Djerba en Tunisie, également connue sous le nom de Zerbi ou Gerbi jusqu'au XIXe siècle. Il peut également désigner une personne originaire de l'ancienne citadelle thermale de Zriba, aussi en Tunisie.

## Personnalités
- Anne Zribi-Hertz, docteure française en linguistique[3] ;
- Ben Messaoud Ben Rehouma Zribi (1894-1915), soldat français mort au combat au cours de la Première Guerre mondiale[4] ;
- Gérard Zribi, fondateur et président de l'Association nationale française des directeurs d'ESAT[5] ;
- Isabelle Zribi (1974- ), auteure française et avocate au Conseil d'État et à la Cour de cassation ;
- Lamia Zribi (1961- ), femme politique tunisienne et ministre des Finances de 2016 à 2017 ;
- Rim Zribi, actrice tunisienne ;
- Sofiane Zribi, fondateur et président de l'Association tunisienne des psychiatres de pratique privée et président de la Fédération francophone des associations de psychiatres de pratique privée[6] ;
- Walid Zribi, journaliste et producteur tunisien[7] ;
- Yousra Zribi (1983- ), judokate tunisienne.